# Градина (област Плевен)
Вижте пояснителната страница за други значения на Градина.
Градѝна е село в Северна България. То се намира в община Долни Дъбник, област Плевен.

## География
Землището на селото е разположено около коритото на река Вит.

## История
Селото е на територията на България от 1878 г. Първото негово название е Мъгевене. На 24 май 1898 г. е преименувано в Кирилово. Името Градина получава на 28 май 1947 г.

## Културни и природни забележителности
Недалеч от селото се намира чешмата ХАЙДУШКОТО КЛАДЕНЧЕ разположено в живописна гориста местност, граничеща с голяма поляна.
В центъра на селото се намира ПАРАКЛИС, построен през последното десетилетие на миналия век със средства на родолюбиви хора от селото.

## Личности
- проф. Виктор Донов – инженер
- проф. Велчо Стоянов – икономист
- проф. Игнат Игнатов – биофизик
- д-р Дочо Иванов – завеждащ клиника по токсикология към МБАЛ Плевен.
- Албена Ивайлова (1969-2018) – журналист. От 1999 до 2000 г. е ръководител

на пресцентъра на правителството на Иван Костов 
- Веселин Маринов – музикант, писател, художник и текстописец.